# Alexandr Filipovič Kokorinov
Alexandr Filipovič Kokorinov (1726, Tobolsk, Rusko – 1772, Petrohrad, Rusko) byl jeden ze zakladatelů Carské akademie umění.
Narodil se v rodině architekta a studoval v Tobolsku. Následně studoval u Dmitrije Vasiljeviče Uchtomského v Moskvě. Dostal se pod patronát rodiny Razumovských, kterým navrhl palác v Petrohradě v letech 1762–1766 a Petrovsko-Razumovské sídlo blízko Moskvy (1752–1753).

## Životopis

### Raná léta a rodina
Alexander Kokorinov se narodil v Tobolsku v rodině vládního úředníka. Jeho dědeček byl kněz. Ve věku 14 let Alexander začal trénovat u Johanna Blanka (otce Karla Blanka ), samozvaného architekta vyhoštěného ze Petrohradu za jeho účast na údajném spiknutí Artemy Volynského (1740). S nanebevstoupením Alžběty v roce 1741 byli přeživší Volynského aféry amnestováni a Blankové se vrátili do Moskvy a vzali s sebou Kokorinov.